# LZ-20 (Spanje)
De LZ-20 is een verkeersweg op het Spaanse eiland Lanzarote. De weg loopt vanuit de stad Arrecife en de aansluiting met de LZ-3 via San Bartolomé naar Tinajo in het westen van het eiland. Tussen Argana en San Bartolomé is een deel uitgevoerd als 2x2 rijstroken.
De weg gaat langs het Monumento al Campesino. Het monument is ontworpen door Cesar Manrique en opgericht voor de boeren op het eiland. Monumento al Campesino is vijftien meter hoog en gemaakt van watertanks die zich vroeger op vissersboten bevonden. 